# Augustos Hervey, 3.º Conde de Bristol
Augustos Hervey, 3.º Conde de Bristol (19 de maio de 1724 — 23 de dezembro de 1779) foi um político e almirante inglês. Era conhecido como o Casanova inglês, devido ao seu grande sucesso com as mulheres, inclusive por ter deflorado dezenas de freiras portuguesas.